# Бранка Гајовић
Бранка Гајовић (Земун, 28. август 1950) професор је енглеског језика, српски романописац и песник. Живи и ствара у Новом Београду.

## Детињство и школовање
Бранка Гајовић, рођена Константиновић, рођена је 28. августа 1950. године у Земуну, на Гардошу, где је проживела детињство и рану младост.
Средње образовање је стекла као ђак Прве земунске гимназије. Дипломирала је енглески језик и књижевност на Филолошком факултету у Београду. Радни век је провела као професор Центра за учење страних језика у Београду, чији је дугогодишњи професор била. После стручних књига објављених у издању Центра, почела је да објављује песме и романе.
Последњих десет година радног века водила је свој Студио за учење енглеског језика - СИМБ.
Члан је Удружења књижевника Србије.

## Објављена стручна литература
- , тестови за проверу и одређивање нивоа знања енглеског језика за одрасле (1988)
- , тестови за проверу знања полазника виших течајева енглеског језика (1988)
- , уџбеник енглеског језика намењен пословним људима (1989)
- , уџбеник енглеског језика намењен полазницима почетког течаја за одрасле (1990)

## Објављене збирке песама и романи
- ГДЕ ТЕБЕ ИМА, збирка песама, Нијанса Земун, 1999.  75815948
- ТВОЈА ТАЈНА, роман, Апостроф, Београд, 2001.  94045452
- РАЗГРНИ УВЕЛО ЛИШЋЕ, роман, Енергопројект-Инграф.   101224460
- ЗЕМУНСКЕ ЉУБАВИ, роман, Чигоја штампа. 2007.  978-86-7558-489-6.  140213516[1]
- ЗНА ЗЕМУН, роман , Чигоја штампа. 2013.  978-86-531-0003-2.  201463052[2]
- ПУТ ДО ЗВЕЗДА, роман, Чигоја штампа.